# 黄帝

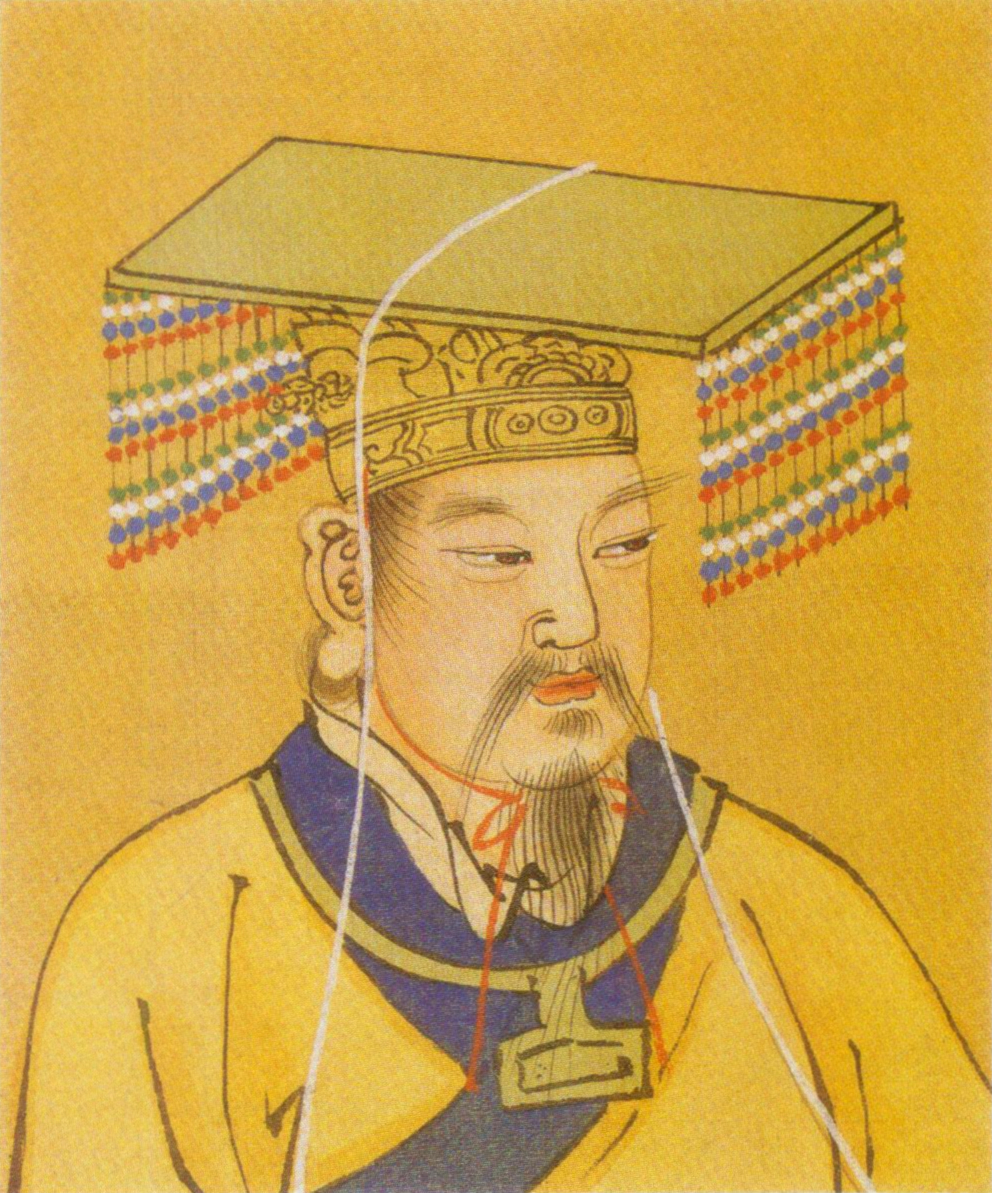
黄帝

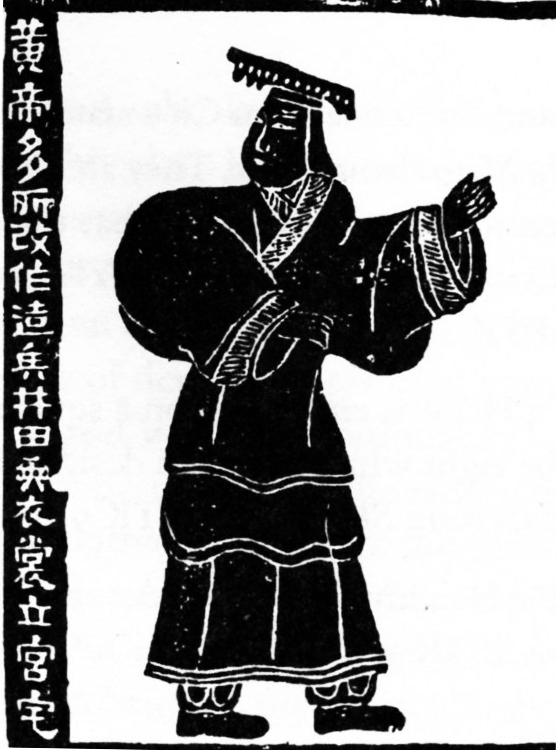
黄帝（武氏祠画像石）

黄帝（こうてい）は、古代中国の伝説上の君主。三皇の治世を継ぎ、中国を統治した五帝の最初の帝とされる。また、三皇のうちに数えられることもある。本来は「皇帝」と表記されたが戦国時代末期に五行思想の影響で「黄帝」と表記されるようになった。

## 概要
漢代の歴史書『史記』五帝本紀や『国語』晋語によると、少典の子、姫水のほとりに生まれたことに因んで姓は姫姓、氏は軒轅（けんえん）氏、または帝鴻氏とも呼ばれ、『山海経』に登場する怪神帝鴻と同一のものとする説もある。蚩尤を討って諸侯の人望を集め（涿鹿の戦い）、神農氏に代わって帝となった。『史記』はその治世を、従わない者を次々に討ち、道を開いて、後世の春秋戦国時代に中国とされる領域をすみずみまで統治した開国の帝王の時代として描く。少昊・昌意・姫揮らの父。
彼以降の4人の五帝と、夏・殷・周・秦の始祖を初め数多くの諸侯が黄帝の子孫であるとされる。おそらくは、中国に都市国家群が形成され、それぞれの君主が諸侯となっていく過程で、擬制的な血縁関係を結んでいった諸侯たちの始祖として黄帝像が仮託されたのであろうと考えられている。さらに後世になると、中国の多くの姓氏が始祖を三代の帝王や諸侯としたので、現在も多くの漢民族は黄帝を先祖に仰いでいる（炎黄子孫）。また、清代末期に革命派が、黄帝が即位した年を紀元とする黄帝紀元と称する暦を用いて清朝への対抗意識を示したことはよく知られている。
だが、辛亥革命後に至り革命支持者を中心に黄帝の存在を否定する主張が高まった。これに並行して日本でも同様の議論が起こり、白鳥庫吉・市村瓚次郎・飯島忠夫らが黄帝の実在性を否定する論文を著している。
本来は雷神であり、「軒轅」が龍蛇形の星座を指す場合があり、『山海経』に登場する（黄帝の子孫が住む）軒轅国の住民が人面蛇身であり、伝説において龍との関係が深いことから黄帝は龍蛇形の神だったと考えられている。

## 医者としての黄帝
前述の『黄帝内経素問』、『黄帝内経霊枢』は黄帝の著作と信じられ、これは東洋医学の始まりとなった（書については黄帝内経参照）。中国鍼灸各家学説を執筆した魏稼は、黄帝の師は、岐伯である事から、中国最古の医学流派を岐伯黄帝派と名づけた。この学派の創始者は岐伯で、中心人物であり、黄皇が岐伯、伯高、小兪を訪ねて鍼道が誕生したと晋の皇甫謐『甲乙経』に記載がある。これらが、漢方およびはり灸らの中国原初とみなされた。なお、日本のユンケル黄帝液は、東洋医学発祥を記してこの黄帝から名付けられている。

## 黄帝の書
戦国時代から漢代には、著者不明の思想書や医学書を、黄帝の著作として権威付けるのが流行した。前1世紀の『漢書』芸文志には、下記のように分類されている。大半は現存しない。
- 道家
  - 『黄帝四経』四篇、『黄帝銘』六篇、『黄帝君臣』十篇、『雑黄帝』五十八篇
- 兵家
  - 『黄帝』十六篇
- 神僊
  - 『黄帝雑子歩引』十八巻、『黄帝岐伯按摩』十巻、『黄帝雑子芝菌』十八巻、『黄帝雑子十九家方』二十一巻
- 天文
  - 『黄帝雑子気』三十三篇
- 五行
  - 『黄帝陰陽』二十五巻、『黄帝諸子論陰陽』二十五巻
- 雑占
  - 『黄帝長柳占夢』十一巻
- 医経
  - 『黄帝内経』十八巻、『黄帝外経』三十七巻
- 経方
  - 『神農黄帝食禁』七巻
- 房中
  - 『黄帝三王陽方』二十巻

あるいは、『荘子』『呂氏春秋』『管子』などに、黄帝書や黄帝の言葉が引用されている。『列子』には「黄帝篇」がある。

## 民話
弓矢の発明
ある時、黄帝は石のナイフを持って狩猟に出かけた。突然、虎が下草から飛び出してきて、黄帝は桑の木に駆け上がった。虎は気長な動物であるから、木の下に座り込み、次にどうするか様子を見た。黄帝は桑の木がしなやかな事に気が付き、石のナイフで桑の枝を切り弓を作った。葡萄の蔦が木の上まで伸びていたので、石のナイフで切り弦を作った。次にまっすぐに伸びた竹を見つけ、竹を切り矢を作った。弓矢を使って、虎の目を射ぬき、虎は逃げ去り黄帝は脱出した。

## 黄帝故里
河南省鄭州市は黄帝の故郷とされており、市内には黄帝をたたえる公園「黄帝故里」が整備されている。黄帝故里では、中国のほぼ全ての姓氏を黄帝の直系の子孫と捉え、建築物で表現するなど大掛かりな施設となっている。毎年4月18日には参拝祭典が行われており、2018年の例では40以上の国や地域から約1万人の華人や華僑のほか、同姓の血縁組織、同郷会などの代表が出席して式典が行われた。